# 彭國鈞
彭國鈞（1877年—1952年），原名深樑，后更名国钧，号贤访、潜舫、泉航、全方，晚年号看春雨耕斋老人。當代傑出教育家，創辦長郡中學，爲湖南教育界五老之一。

## 生平[1]
1877年生于大清國湖南省安化县小淹乡沙湾村张家冲一个贫苦农民家庭。光緒二十四年（1898年）考取秀才，在鄉授徒兩年。光緒廿六年（1900年），入岳麓书院就读。受新學影響，棄舉子業，光緒二十九年（1903年），考入明德学堂速成师范第一班。在明德学习期间，他深受黄兴、周震鳞革命思想和胡元倓“磨血”精神的影响，立志献身教育，开启民智。胡元倓的“磨血论”成了彭国钧办“修业”的座右铭。胡元倓对黄兴先生说过这样一段至理名言：“流血革命危而易，磨血革命稳而难。公倡革命，乃流血事业；我办教育，是磨血之人。”彭国钧把“修业”当成自己“磨血”的磨子，以自己毕生心血精力去推动这副磨子。
彭国钧於光緒三十年（1904年）毕业后，受聘修业学校小学部教员，不久加入同盟會，光緒三十三年（1907年）任小学部堂长。光緒三十四年（1908年），中学部恢复，担任修业学校的校长。1912年中華民國成立，府制廢除，彭國鈞建議原長沙府屬12縣的駐省中學合并於長沙府中學，更名為長郡公立中學，彭國鈞任校長，並當選為國民黨支部評議員。民國次年（1913年）奉派赴日本考察教育，曆時半年，于彼邦辦學經驗，頗有借鑒。民國6年（1917年），教育部以彭辦理修業、長郡兩校卓著成效，獎給三等褒章。南北軍閥混戰時期，彭聯台教育界進步人士，參與反袁稱帝、反對傅良佐、張敬堯毒湘諸役，任省議員，省黨部執行委員。馬日事變時，任反共的“救黨委員會”委員。1936年9月，任國民黨湖北省黨部特派員，中央監察委員，湖南第一屆省參議員，第二屆國民參政員等職。抗戰勝利後，致力於本省農村戰後複興工作，获国民政府胜利勋章，民國35年（1946年），湖南省府呈准教育部，评彭国钧为湖南教育界“五老”之一，尊为教育家，饮誉三湘。民國38年（1949年）春，彭以湖南省教育會理事長名義，電南京國民政府請接受中共和談條件，李宗仁、白崇禧脅程潛去粵代理考試院長，彭與周震鱗聯名電李，挽留程潛主湘，實則求利于和平起義之準備工作。白崇禧在長沙搜捕共産黨人，彭先後保釋掩護多人。中華民國淪陷大陸前夕，彭慮不能見容于新政權，程潛說：“你放心，不要緊。”乃積極參加和平運動。長沙和平解放後，與唐生智、周震鱗等致電西南各省軍政當局，呼籲響應和平起義。又與左學謙聯名電廣州國民政府停止轟炸長沙，并親函國民黨湖南省黨部主任委員張炯，勸其歸向人民，密函川湘鄂綏靖主任宋希濂（宋爲長郡學生），勸其率部起義。湖南軍政委員會成立，程潛邀彭任顧問，以老病辭。1951年4月，突以“确系不法”被捕，次年5月，在押解安化途中落水資江逝世，終年七十六歲。